# HMAS Geelong (FCPB 215)
Pour les articles homonymes, voir HMAS Geelong.
Le HMAS Geelong (FCPB 215), nommé d’après la ville de Geelong, était un patrouilleur de classe Fremantle de la Royal Australian Navy (RAN).

## Conception et construction
À partir de la fin des années 1960, la planification d’une nouvelle classe de patrouilleurs pour remplacer la classe Attack a commencé, avec des conceptions visant à une meilleure tenue à la mer, un équipement et des armes plus modernes. Les navires de classe Fremantle avaient un déplacement de 220 tonnes à pleine charge, mesuraient 41,9 mètres de longueur hors tout, ils avaient une largeur de 7,39 mètres, et un tirant d'eau maximal de 1,75 mètre. Leur propulsion principale se composait de deux moteurs Diesel de la série MTU 538, qui fournissaient une puissance de 3200 chevaux (2400 kW) aux deux arbres d'hélice. L’échappement n’était pas expulsé par une cheminée, comme sur la plupart des navires, mais par des évents sous la ligne de flottaison. Les patrouilleurs pouvaient atteindre une vitesse maximale de 30 nœuds (56 km/h) et avaient une autonomie maximale de 5000 milles marins (9300 km) à 5 nœuds (9,3 km/h). L’équipage se composait de 22 personnes.
Chaque patrouilleur était armé d’un seul canon Bofors 40 mm L/60 monté à l’avant comme armement principal, complété par deux mitrailleuses Browning M2 de calibre .50 et un mortier de 81 mm,, mais le mortier a été retiré de tous les navires à la fin des années 1990. À l’origine, l’arme principale devait être constituée de deux canons de 30 mm sur un affût double, mais les Bofors reconditionnés ont été sélectionnés pour réduire les coûts. Des dispositions ont été prises pour installer un armement amélioré plus tard dans la carrière de la classe, mais cela ne s’est pas produit,.
Le HMAS Geelong était équipé d’un radar de navigation haute définition, d’équipements de communication à haute et ultra haute fréquence, de gyrocompas et d’un échosondeur. Il était également équipé d’un système de positionnement par satellites qui permettait de déterminer la position du navire avec une grande précision.

## Carrière
Le HMAS Geelong a été mis en chantier le 15 novembre 1982 par NQEA à Cairns, dans le Queensland. Il a été lancé le 14 avril 1984 et mis en service dans la RAN le 2 juin 1984,,.
Le HMAS Geelong et les 14 autres patrouilleurs de la classe Fremantle ont été la principale contribution de la RAN aux opérations de sécurité des frontières, de protection des zones de pêche du pays, de contrôle de l’immigration, des douanes et d’application des lois sur les drogues. Ces navires travaillaient avec d’autres organismes gouvernementaux et ils fournissaient chaque année jusqu’à 1800 jours de patrouille dans le cadre de l’effort de surveillance nationale géré par Coastwatch. En cas de guerre, ils auraient été chargés de contrôler les eaux proches du continent australien. Ils étaient bien préparés à leurs tâches de patrouille et à d’autres exigences opérationnelles. En outre, ils ont joué un rôle central dans l’engagement de l’Australie auprès des pays de la région du Pacifique Sud-Ouest et ont été déployés dans toute l’Asie du Sud-Est et le Pacifique à l’appui des intérêts stratégiques de l’Australie. Les patrouilleurs de la classe Fremantle ont également soutenu les opérations des forces spéciales et fourni une capacité de transport utile, en particulier dans les opérations de secours en cas de catastrophe et d’aide humanitaire.
Le HMAS Geelong portait les honneurs de bataille qui ont été décernés en reconnaissance de la carrière du premier HMAS Geelong, un dragueur de mines de classe Bathurst, actif pendant la Seconde Guerre mondiale :
- Pacifique 1942-44
- Nouvelle-Guinée 1944[6].

Après 22 ans de service, le HMAS Geelong est entré pour la dernière fois dans le port de Darwin le 16 juin 2006 et il a été désarmé le 8 juillet 2006 au HMAS Coonawarra à Darwin. C’était le septième des 15 patrouilleurs de classe Fremantle à être mis hors service. Le patrouilleur a été démantelé à Darwin entre 2006 et 2007, pour un coût de 450 000 dollars pour le gouvernement australien.